# Phalanger ornatus
Phalanger ornatus là một loài động vật có vú trong họ Phalangeridae, bộ Hai răng cửa. Loài này được Gray mô tả năm 1860.

## Hình ảnh

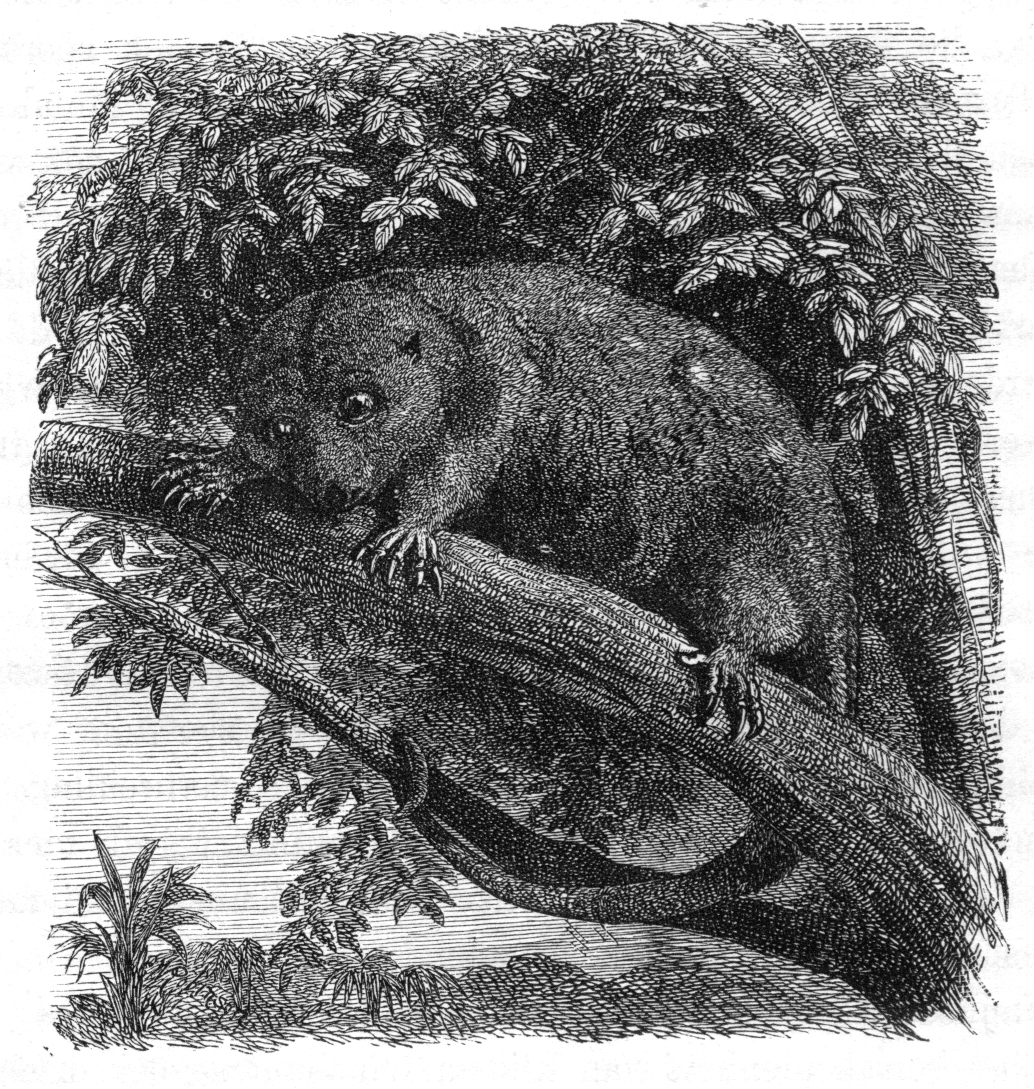